# Oksikam
Oksikámi so podskupina nesterodnih protivnetnih učinkovin, ki izkazujejo protivnetno, protibolečinsko in protivročinsko delovanje. V znatni meri se vežejo na plazemske beljakovine. Večina oksikamskih učinkovin neselektivno zavira encime ciklooksigenaze (COX). Izjema je meloksikam z nekoliko večjo selektivnostjo (10 : 1) za COX-2, kar pa je klinično pomembno le pri nižjih odmerkih.
Najbolj znana učinkovina iz skupine oksikamov je piroksikam. Drugi predstavniki so še ampiroksikam, droksikam, pivoksikam, tenoksiksam, lornoksikam in meloksikam.
Izoksikam so umaknili iz trga zaradi povzročanja hudih, tudi smrtnih kožnih reakcij.

## Kemijske lastnosti
Fizikalno-kemijske lastnosti oksikamov so močno odvisne od mikrookolja.
V svoji kemijski zgradbi imajo substituiran benzotiazinski sistem. V nasprotju z večino drugih nesteroidnih protivnetnih zdravil oksikami niso karboksilne kisline. So tavtomeri, in sicer izkazujejo t. i. keto-enolno tavtomerijo, kot je prikazano na primeru piroksikama:

## Mehanizem delovanja
Oksikami izkazujejo protivnetni, protibolečinski in protivročinski učinek preko zaviranja encimov ciklooksigenaz (COX). Nanje se vežejo neselektivno (ne ločijo med COX1 in COX2). Izjema je meloksikam, ki se z nekoliko večjo selektivnostjo (10 : 1) veže na COX-2, kar pa je klinično pomembno le pri nižjih odmerkih. Zaradi svoje strukture se oksikami vežejo na drugo vezavno mesto na ciklooksigenazi kot druge nesteroidne protivnetne učinkovine. Hidroksilna skupina na položaju 4 tiazinskega obroča interagira preko vodikove vezi z aminokislino  Ser-530 ciklooksigenaze. Dve molekuli vode pa sodelujeta pri polarni interakciji med molekulo oksikama in ciklooksigenazo. Ob tem pride do rotacije aminokisline Leu-531, s čimer se tvori nov žepek, ki ni značilen za vezavo drugih nesteroidnih protivnetnih učinkovin.